# Panographie

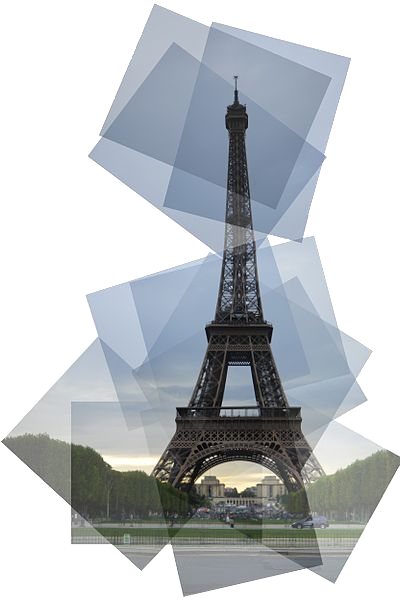
Panographie de la tour Eiffel à Paris, en France.

La panographie est une technique photographique consistant à composer une image à l'aide de plusieurs photographies se chevauchant.

## Technique
Une panographie superpose plusieurs photographies de taille plus petite, de façon à reconstituer un sujet. Les photographies individuelles n'ont pas forcément besoin de respecter la même perspective, la même orientation, la même dimension ou les mêmes paramètres de prise de vue (exposition, etc.). Elles sont ensuite assemblées, manuellement ou à l'aide d'un logiciel d'édition d'images.
Les panographies ressemblent souvent à des vues grand angle ou panoramiques. Elles en diffèrent par l'absence de correction des chevauchements : les différentes photos ne sont pas forcément alignées entre elles et les ruptures sont visibles. Les bords de l'image finale sont généralement laissés bruts.
La technique se rapproche du collage.

## Historique
David Hockney est un pionnier de cette technique photographique, dans les années 1970 et 1980. Il appelait ses compositions des joiners.
Le photographe suédois Jacob Felländer utilise également ce procédé.